# كاثرين بانكول
كاثرين بانكول، ولدت في 22 نوفمبر 1954 في الدار البيضاء في المغرب، وهي صحفية وروائية فرنسية. تُرجمت كتبها إلى حوالي 30 لغة وبيعت ملايين النسخ في جميع أنحاء العالم.

## مبيعات
كاثرين بانكول هي واحدة من أفضل ثلاثة مؤلفين فرنسيين مبيعًا في عام 2012. في عام 2011، كانت بالفعل في المركز الثالث في تصنيف فيقارو مع بيع 1213000 نسخة.

## روابط خارجية
- كاثرين بانكول على موقع IMDb (الإنجليزية)
- كاثرين بانكول على موقع ميوزك برينز (الإنجليزية)
- كاثرين بانكول على موقع ديسكوغز (الإنجليزية)
- كاثرين بانكول على موقع قاعدة بيانات الفيلم (الإنجليزية)